# 王質 (南宋)
王質（1135年—1189年），字景文，號雪山。南宋人。
绍兴五年（1135年）出生。鄆州（今山東東平）人，靖康之變後，遷徙興國（今湖北阳新），二十三歲時游太學，與張孝祥父子有往來，與九江王阮齊名，王阮說：“聽景文論古，如讀酈道元《水經》，名川支川，貫穿周匝，無有間斷”。绍兴三十年（1160年）进士，张浚聘為幕僚。虞允文聘为幕属。乾道二年（1166年），入京爲太學正。博通經史，著《樸論》50卷、《西征叢紀》、《雪山集》40卷等。淳熙十六年卒。